# Velimir Valenta
Velimir Valenta (21 de abril de 1929-27 de noviembre de 2004) fue un deportista yugoslavo que compitió en remo.

## Biografía
Disputó el deporte de remo los Juegos Olímpicos de Helsinki 1952 en la modalidad de 4 sin timonel. Participó en la prueba junto a Duje Bonačić, Petar Šegvić y Mate Trojanović. En la primera ronda, participando en la segunda serie, hizo junto a su equipo un tiempo de 6:34.4, siendo el mejor tiempo, pasando así a la siguiente ronda. Tras su clasificación, participó en la segunda semifinal, y tras conseguir un tiempo de 7:01.1, siendo de nuevo el mejor de la semmifinal, obtuvo el pase a la final. Ya en la final, y tras conseguir un tiempo de 7:16.0, casi tres segundos más rápido que el equipo francés, se hizo con la medalla de oro.
Falleció el 27 de noviembre de 2004 en Mendrisio a los 75 años de edad.

## Palmarés internacional
| Juegos Olímpicos | Juegos Olímpicos     | Juegos Olímpicos | Juegos Olímpicos   |
| Año              | Lugar                | Medalla          | Prueba             |
| ---------------- | -------------------- | ---------------- | ------------------ |
| 1952             | Helsinki (Finlandia) | Medalla de oro   | Cuatro sin timonel |